# La Plana (Argentona)
La Plana – miejscowość w Hiszpanii, w Katalonii, w prowincji Barcelona, w comarce Maresme, w gminie Argentona.